# Iwan Iwanowitsch Priwalow
Iwan Iwanowitsch Priwalow, russisch Иван Иванович Привалов, (* 30. Januarjul. / 11. Februar 1891greg. in Nischni Lomow, Gouvernement Pensa; † 13. Juli 1941 in Moskau) war ein russischer Mathematiker, der sich vor allem mit Funktionentheorie und reeller Analysis beschäftigte.

## Leben
Priwalow war der Sohn eines Kaufmanns und ging in Nischni Nowgorod zur Schule. Er studierte ab 1909 bei Dmitri Jegorow und Nikolai Nikolajewitsch Lusin an der Lomonossow-Universität. 1913 machte er seinen Abschluss und lehrte nach dem Diplom 1916 an der Lomonossow-Universität. 1917 wurde er Professor an der Universität Saratow. 1922 war er wieder in Moskau an der Lomonossow und wurde dort Professor für Funktionentheorie. Gleichzeitig unterrichtete er ab 1923 an der Luftwaffenakademie. 1935 erhielt er seinen russischen Doktorgrad (ohne diesen verteidigen zu müssen).
Priwalow untersuchte analytische Funktionen nahe singulärer Punkte mit Methoden der Maßtheorie und des Lebesgue-Integrals (wie sie in der Lusin Schule in Austausch mit der französischen Schule der reellen Analysis seit Anfang des 20. Jahrhunderts gepflegt wurden), untersuchte das Randverhalten analytischer Funktionen (beginnend mit seinem ursprünglich als Dissertation gedachten Buch über das Cauchy-Integral von 1918, das Arbeiten von Pierre Fatou aufgreift) und studierte subharmonische Funktionen im Anschluss an Frigyes Riesz. Er veröffentlichte mehrere Arbeiten mit seinem Lehrer Lusin. Seine Einführung in die Funktionentheorie, die in Russland ebenso wie sein Buch über analytische Geometrie (mit Lusin, zuerst 1927) weite Verbreitung fand, wurde auch ins Deutsche übersetzt.
Er bewies, dass die Abbildungen analytischer Funktionen mit rektifizierbaren Rändern auf diesen Rändern fast überall winkelerhaltend (konform) sind.

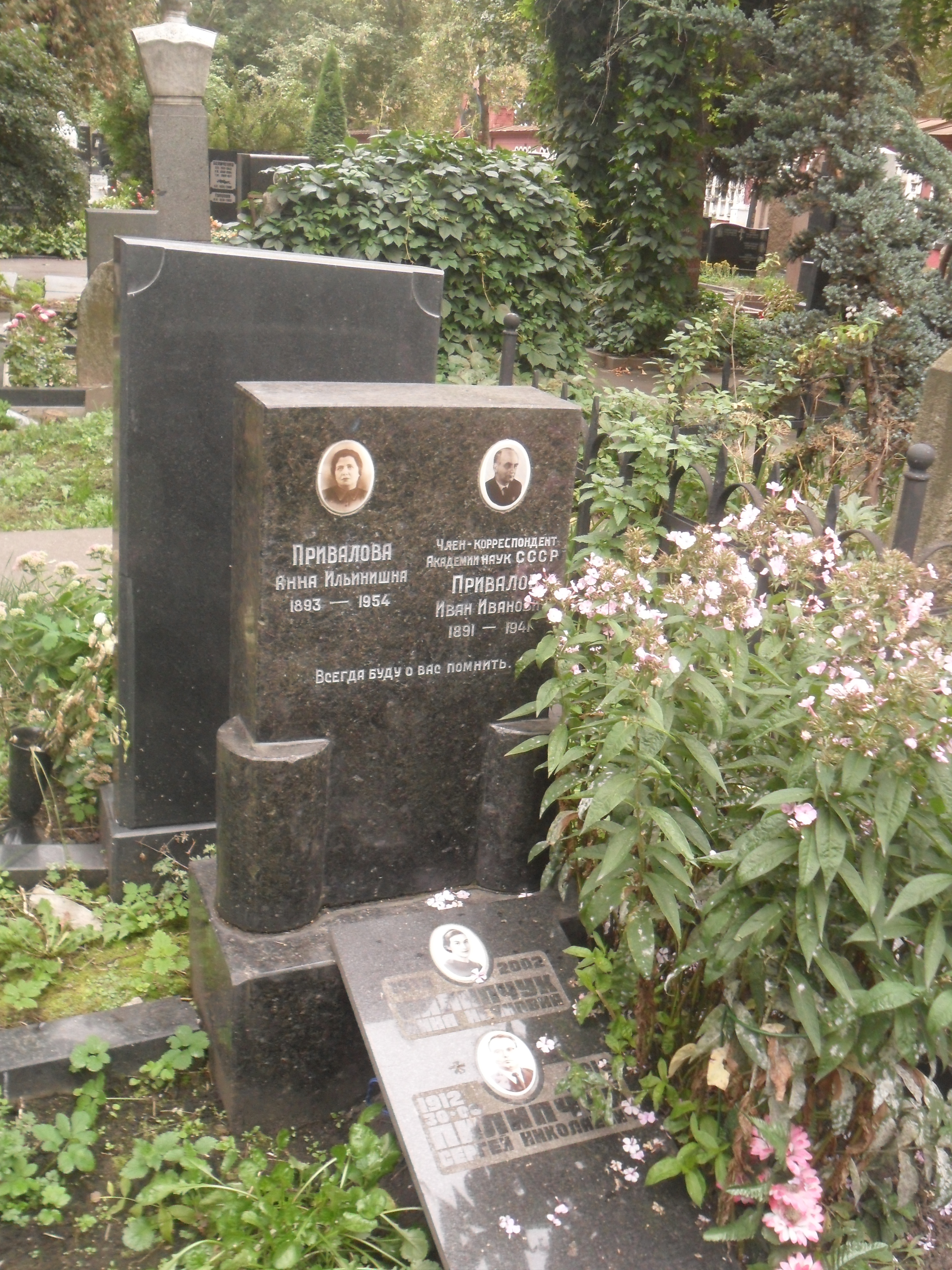
Grab in Moskau

Ab 1939 war er korrespondierendes Mitglied der Sowjetischen Akademie der Wissenschaften. Ab 1936 war er Vizepräsident der Moskauer Mathematischen Gesellschaft.

## Schriften
- Randeigenschaften analytischer Funktionen (= Hochschulbücher für Mathematik. Band 25). Deutscher Verlag der Wissenschaften, Berlin 1956 (Russisch zuerst 1941).
- Einführung in die Funktionentheorie. 3 Bände. Teubner 1958, 1959, 3. Auflage 1967 (Russisch zuerst 1927, 11. Auflage 1967).
- Das Cauchy Integral. Saratow 1918 (russisch).
- Subharmonische Funktionen. Moskau, Leningrad 1937 (russisch).
- mit Lusin: Analytische Geometrie. Moskau 1927, 30. Auflage 1966 (russisch).